# Baggiguane et Baggaïd
 (juillet 2018).
Si vous disposez d'ouvrages ou d'articles de référence ou si vous connaissez des sites web de qualité traitant du thème abordé ici, merci de compléter l'article en donnant les références utiles à sa vérifiabilité et en les liant à la section « Notes et références ».
Baggiguane et son évolution Baggaïd sont deux espèces de Pokémon de cinquième génération.

## Description

### Baggiguane
Baggiguane est un Pokémon de base de la région d'Unys, de type ténèbres et combat, combinaison inédite jusqu'alors. Il est qualifié de Mue dans le Pokédex. Il est réputé pour avoir un regard dangereux, en effet quiconque le regarde dans les yeux reçoit immédiatement un coup de tête. Du coup, sa tête est très dure. Il a la particularité d'avoir une seconde peau qu'il peur remonter jusqu'au cou. Très élastique, elle sert de protection contre les attaques.

### Baggaïd
Baggaïd est l'évolution de Baggiguane au niveau 39. Le membre du Conseil des 4 d'Unys Pieris, spécialisé dans le type ténèbres, en possède un. Il est également des types ténèbres et combat et possède les mêmes capacités spéciales. Il est qualifié de Gang par le Pokédex. Il vit en groupes d'individus très territoriaux et très soudés, punissant tout intrus. Sa crête sur le crâne détermine son rang dans le groupe : plus elle est grande, plus l'individu est gradé. Il est capable, à coups de pied, de détruire du béton ; on dit aussi qu'il crache un venin très corrosif.

## Apparitions

### Jeux vidéo
Baggiguane et Baggaïd apparaissent dans série de jeux vidéo Pokémon. D'abord en japonais, puis traduits en plusieurs autres langues, ces jeux ont été vendus à plus de 200 millions d'exemplaires à travers le monde.

### Série télévisée et films
La série télévisée Pokémon ainsi que les films sont des aventures séparées de la plupart des autres versions de Pokémon et mettent en scène Sacha en tant que personnage principal. Sacha et ses compagnons voyagent à travers le monde Pokémon en combattant d'autres dresseurs Pokémon.
Dans la saison 14 de la série animée Pokémon, Sacha en obtient un, éclos d'un œuf qu'on lui a confié. Il est très fort et assez imprévisible à ses débuts. Dans les jeux, il peut avoir la capacité spéciale « Mue », qui le soigne de ses problèmes de statut à la fin d'un tour dans 33 % des cas, ou « Impudence », qui augmente son attaque quand il terrasse un ennemi. Dans le Monde des Rêves, il possède « Intimidation », qui baisse l'attaque ennemie quand il engage le combat. Dans l'anime, on voit un Baggaïd qui a mis sa capuche sur sa tête, ne laissant apparaître que ses yeux et sa bouche. Il est très influent, même sur les autres espèces de Pokémon.